# Roland James (cầu thủ bóng đá)
Roland William James (4 tháng 5 năm 1897 - tháng 6 năm 1979), thỉnh thoảng được gọi Roly James, là một cầu thủ bóng đá người Anh thi đấu ở vị trí tiền đạo và right half ở Football League cho Stockport County, Brentford và West Bromwich Albion.

## Thống kê sự nghiệp
| Câu lạc bộ           | Mùa giải            | Giải quốc nội        | Giải quốc nội | Giải quốc nội | Cúp FA  | Cúp FA    | Tổng    | Tổng      |
| Câu lạc bộ           | Mùa giải            | Giải quốc nội        | Số trận       | Bàn thắng     | Số trận | Bàn thắng | Số trận | Bàn thắng |
| -------------------- | ------------------- | -------------------- | ------------- | ------------- | ------- | --------- | ------- | --------- |
| West Bromwich Albion | 1920-21             | First Division       | 9             | 4             | 0       | 0         | 9       | 4         |
| Brentford            | 1922-23             | Third Division South | 20            | 1             | 1       | 0         | 21      | 1         |
| Brentford            | 1923-24             | Third Division South | 15            | 0             | 0       | 0         | 15      | 0         |
| Brentford            | Tổng                | Tổng                 | 35            | 1             | 1       | 0         | 36      | 1         |
| Stockport County     | 1923-24             | Second Division      | 4             | 1             | 0       | 0         | 4       | 1         |
| Stockport County     | 1924-25             | Second Division      | 3             | 0             | 0       | 0         | 3       | 0         |
| Stockport County     | 1925-26             | Third Division North | 25            | 2             | 1       | 0         | 26      | 2         |
| Stockport County     | 1926-27             | Third Division North | 1             | 0             | 0       | 0         | 1       | 0         |
| Stockport County     | Tổng                | Tổng                 | 33            | 3             | 1       | 0         | 34      | 3         |
| Tổng cộng sự nghiệp  | Tổng cộng sự nghiệp | Tổng cộng sự nghiệp  | 77            | 8             | 2       | 0         | 79      | 8         |